# Thorvald Nicolai Thiele
Thorvald Nicolai Thiele (1838-1910) va ser un astrònom i matemàtic danès conegut pels seus treballs en estadística i ciència actuarial.

## Vida i Obra
El seu pare, Just Mathias Thiele, era bibliotecari del rei Cristià VIII de Dinamarca i director del Gabinet d'Estampes; per això tenia forces relacions amb els cercles literaris del país. La seva amistat amb l'escultor Bertel Thorvaldsen va fer que bategés el seu fill amb el nom de Thorvald.
Thiele va estudiar a la Universitat de Copenhaguen on es va doctorar el 1866 amb un treball sobre el moviment de l'estrella doble Porrima de la Constel·lació de la Verge. El 1875 va ser nomenat professor d'astronomia i director de l'observatori de la universitat de Copenhaguen, càrrecs que va mantenir fins a la seva jubilació el 1907. Com que tenia un fort astigmatisme no podia fer observacions astronòmiques i va centrar el seu interès en les matemàtiques.
Thiele va ser impulsor de la fundació de la societat d'assegurances danesa Haifna (1872), de la Societat Danesa de Matemàtiques (1873) i de la Societat Actuarial Danesa (1901). Va ser director actuari de l'empresa Haifna, on va coincidir amb el matemàtic i actuari Jørgen Pedersen Gram, amb qui va establir una forta amistat. També va ser un gran aficionat als escacs i membre actiu del Club d'Escacs de Dinamarca.
Va ser autor d'una cinquantena de treballs, entre ells dues monografies sobre inferència estadística i una altra sobre teoria de la interpolació. Els altres treballs seus importants versen sobre ciència actuarial, astronomia i anàlisi numèrica.